# Buntingford
Buntingford is een civil parish in het bestuurlijke gebied East Hertfordshire, in het Engelse graafschap Hertfordshire. De plaats telt 4948 inwoners.

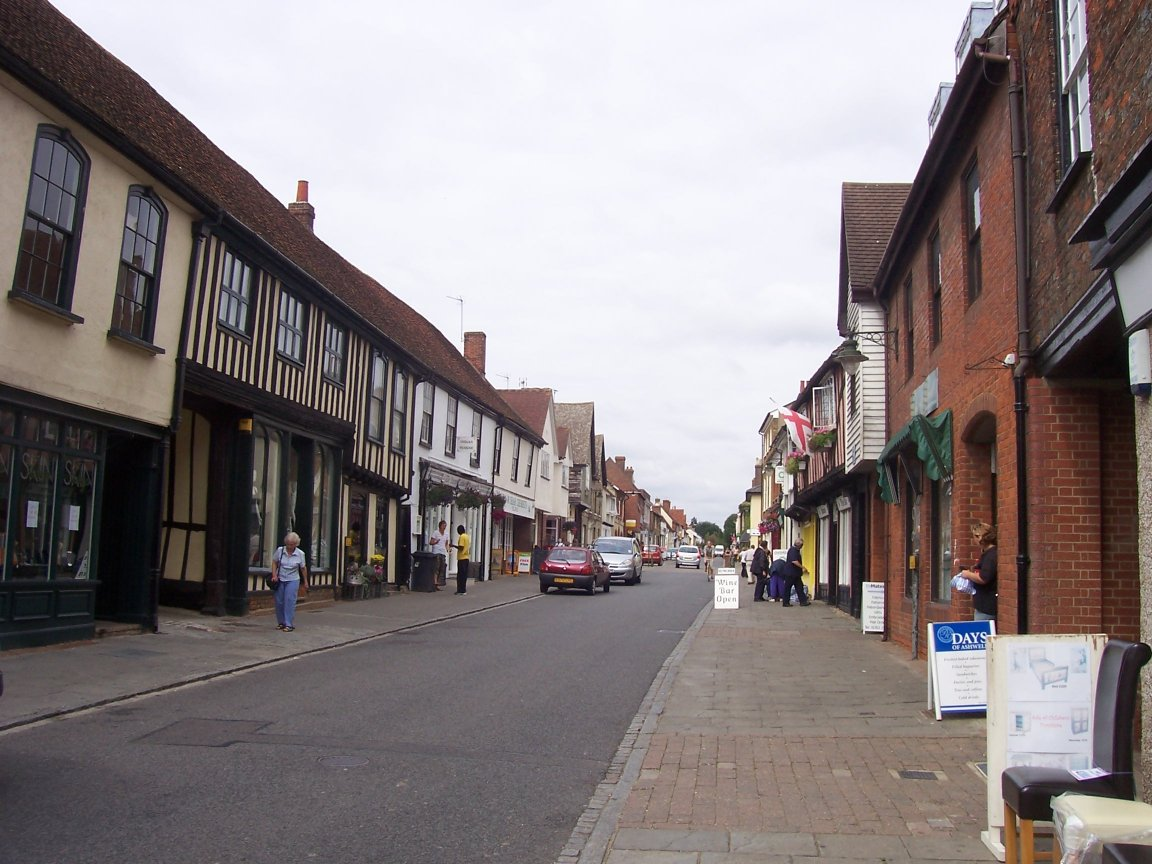